# Мостовий Олександр Володимирович (військовик)
Олександр Володимирович Мостовий — український воєначальник, полковник. Командир 831-ї бригади тактичної авіації. Учасник російсько-української війни, що відзначився під час російського вторгнення в Україну в 2022 році. Герой України (2022).

## Життєпис
Має кваліфікацію «Льотчик 1-го класу».
Учасник АТО/ООС. З початком гібридної агресії російської федерації по захопленню Криму, Донецької та Луганської областей в 2014 році, полковник Мостовий брав активну участь по авіаційній підтримці дій сил Антитерористичної операції.
2020 року призначений т.в.о. командира 831-ї бригади тактичної авіації.
З 2022 року — командир 831-ї бригади тактичної авіації.
У ніч з 23 на 24 лютого вивів літаки та 100 % техніки бригади з-під удару та перебазував на інші оперативні аеродроми.
Під час російського вторгнення в Україну в 2022 році під Васильковом збив російський Іл-76, а також два гелікоптери Мі-24, чим не допустив висадку десанту з озброєнням.

## Нагороди
- «Герой України» з врученням ордена «Золота Зірка» (28 лютого 2022) — за особисту мужність і героїзм, виявлені у захисті державного суверенітету та територіальної цілісності України, вірність військовій присязі.[7]